# Čemernica (rivière)
Pour les articles homonymes, voir Čemernica.
La Čemernica (en serbe cyrillique : Чемерница) est une rivière de Serbie. Elle a une longueur de 41 km et elle est un affluent gauche de la Zapadna Morava, la « Morava du sud ».
La Čemernica appartient au bassin versant de la mer Noire. Son propre bassin couvre une superficie de 621 km2. Elle n'est pas navigable.

## Géographie
La Čemernica naît de la réunion des rivières Grab et Velika Bukovača, dans les monts de Valjevo, entre les monts Maljen et Suvobor. Le Grab prend sa source au pied du mont Mujovac, à une altitude de 805 m et la Bukovača au pied des monts Mujovac et Suvobor, à 866 m. La rivière coule en direction du sud-est, vers la vallée de Čačak, et, après avoir reçu sur sa gauche les eaux de la Dičina, elle s'orient vers le sud avant de se jeter dans la Zapdna Morava en aval de Čačak.
Elle reçoit de nombreux petits affluents, dont les plus importants sont la Bukovača, le Šiban (6,25 km), le Stublički potok (2,5 km), le Konjski potok (5 km) et la Bugarka (3 km), sur sa gauche, le Grab et la Plana (12 km), sur sa droite.